# Lijst van voetbalinterlands Britse Maagdeneilanden - Saint Vincent en de Grenadines
Deze lijst van voetbalinterlands is een overzicht van alle officiële voetbalwedstrijden tussen de nationale teams van de Britse Maagdeneilanden en Saint Vincent en de Grenadines. De landen speelden tot op heden vijf keer tegen elkaar. De eerste ontmoeting, een kwalificatiewedstrijd voor de Caribbean Cup 2001, werd gespeeld in Fort-de-France (Martinique) op 8 april 2001. Het laatste duel, een vriendschappelijke wedstrijd, vond plaats op 29 mei 2025 in Kingstown.

## Wedstrijden
| № | Plaats         | Datum             | Competitie                      | Wedstrijd                                 | Uitslag |
| - | -------------- | ----------------- | ------------------------------- | ----------------------------------------- | ------- |
| 1 | Fort-de-France | 8 april 2001      | Caribbean Cup 2001 kwalificatie | St. Vincent en de Gren. − Br. Maagdeneil. | 6 − 0   |
| 2 | Kingstown      | 24 november 2004  | Caribbean Cup 2005 kwalificatie | St. Vincent en de Gren. − Br. Maagdeneil. | 1 − 1   |
| 3 | Road Town      | 21 september 2014 | Vriendschappelijk               | Br. Maagdeneil. − St. Vincent en de Gren. | 0 − 6   |
| 4 | Willemstad     | 30 maart 2021     | WK 2022 kwalificatie            | St. Vincent en de Gren. − Br. Maagdeneil. | 3 − 0   |
| 5 | Kingstown      | 29 mei 2025       | Vriendschappelijk               | St. Vincent en de Gren. − Br. Maagdeneil. | 1 − 1   |

## Samenvatting
| Competitie          | Totaal gespeeld | Winst Br. Maagdeneil. | Gelijk | Winst St. Vincent en de Gren. | Doelsaldo Br. Maagdeneil. – St. Vincent en de Gren. |
| ------------------- | --------------- | --------------------- | ------ | ----------------------------- | --------------------------------------------------- |
| WK-kwalificatie     | 1               | 0                     | 0      | 1                             | 0 − 3                                               |
| Caribbean Cup-kwal. | 2               | 0                     | 1      | 1                             | 1 − 7                                               |
| Vriendschappelijk   | 2               | 0                     | 1      | 1                             | 1 − 7                                               |
| Totaal              | 5               | 0                     | 2      | 3                             | 2 − 17                                              |

Wedstrijden bepaald door strafschoppen worden, in lijn met de FIFA, als een gelijkspel gerekend.